# Алофи (остров)
Алофи (фр. Alofi) — остров в Тихом океане, часть французской территории Уоллис и Футуна. Административно входит в округ Ало.

## География
Расположен в 2 км к юго-востоку от острова Футуна. Площадь острова составляет 32 км². Высшая точка — гора Колофау, или Бугенвиль (417 м).

## Население
В 2008 году численность постоянного населения острова составляла всего 1 человек, однако в доколониальные времена Алофи был густо населён, а численность населения доходила примерно до 2 тысяч человек. Единственное поселение острова — деревня Алофитаи на северо-западе острова. Раньше существовали деревни Солога, Саавака, Муа. Многие жители острова Футуна имеют небольшие садовые участки на Алофи (в основном выращивают табак).